# Fons-sur-Lussan
Fons-sur-Lussan település Franciaországban, Gard megyében. Lakosainak száma 228 fő (2022. január 1.). Fons-sur-Lussan Allègre-les-Fumades, Bouquet, Lussan, Méjannes-le-Clap és Rivières községekkel határos.

## Népesség
A település népességének változása:
| Lakosok száma | 133  | 123  | 134  | 203  | 245  | 239  | 237  | 237  | 233  | 228  |
|               | 1968 | 1982 | 1990 | 2006 | 2013 | 2015 | 2017 | 2019 | 2020 | 2022 |